# Tomás Salvador
Tomás Salvador Espeso (Villada, Palencia, 9 de marzo de 1921 - Barcelona, 22 de junio de 1984) fue un escritor y periodista español.

## Biografía
Pasó su primera infancia en su pueblo natal, en una familia muy pobre:
[Había] casuchas que entonces me parecían enormes; un río seco que cuando se enfadaba, lo inundaba todo; mucho campo, muchos saltamontes, mucho pájaro… Y, eso sí, una libertad salvaje.
A los ocho años marchó con su familia a Madrid, donde fue recluido en el colegio de la Fundación Caldeiro para estudiar gratuitamente hasta los quince años. Era este un colegio privado fundado por el notario Manuel Caldeiro en 1904, cuyo gobierno estaba encargado a la congregación de los Terciarios Capuchinos de Nuestra Señora de los Dolores, fundada por el padre Luis Amigó y habituada a dirigir reformatorios. No guardaba buen recuerdo de esta institución:
Estudiando bachillerato sin título, los pobres, los gratuitos, no teníamos derecho a ello; estudiábamos en un edificio aparte, con horas de recreo aparte.
Durante la Guerra Civil, la España escindida separó al padre y a uno de sus hermanos en Jaca de su familia restante en Madrid, con lo que tuvo que ponerse a trabajar en lo que podía para alimentar a su madre y hermano pequeño: alpargatero, peón de albañil, buscador de carbonilla y desechos en los vertederos... Cuando podía se refugiaba del frío en las bibliotecas públicas de Madrid, donde adquirió una sólida cultura. Estuvo en el ejército republicano desde 1938, pero al ser de la llamada quinta del biberón no llegó a combatir y fue recluido en el campo de concentración del Monasterio de Santa María de la Huerta. Pero la intervención de su hermano mayor, quien llegó a sargento en el bando nacional, lo sacó de allí.
Para rehabilitarse ingresó en la Falange Española y se alistó en 1941, con apenas diecinueve años, en el Regimiento Rodrigo, el menos fanático de la División Azul, de suerte que en Alemania fue dividido entre los otros tres. Permaneció en Rusia hasta 1943, y allí le dieron varias medallas al valor, pero también el estallido de una granada en una trinchera en Nóvgorod lo dejó progresivamente sordo; su visión desmitificadora y realista de esa experiencia la plasmaría en su novela División 250 (1954), y después en Camaradas 74 (1975).
De regreso a España ingresó en el Cuerpo General de Policía. "Eso le dio fama de hombre del régimen", según el escritor Francisco Candel, "pero no lo era en absoluto. Al contrario, era más bien liberal e intentó abrir vías de convivencia. En algunas ocasiones intercedió por otros escritores amenazados por la policía, o incluso por mí mismo, asegurando que no se trataba de comunistas sino de católicos progresistas". Fue destinado como inspector de la Brigada Político-Social, esto es, la policía secreta, a Barcelona, experiencia que se verá reflejada en muchas de sus novelas, como por ejemplo Los atracadores. Al año de servicio se quedó completamente sordo, pero siguió en su puesto y se refugió en la lectura y escritura de libros, siendo bastante marginado por la intelectualidad de izquierdas a causa de su profesión policiaca, de su trayectoria falangista y en la División Azul y de sus cargos y contactos en el sector editorial barcelonés; contrariamente a lo que quisieron observar, su estilo es rico y expresivo y abundante en registros, al contrario de aquello con lo que se le quiso desacreditar. En esta ciudad habitó durante el resto de su vida, hasta que se jubiló de forma anticipada en 1970 como inspector de tercera clase.
Ya en Barcelona en 1947 contrajo matrimonio con Mercè Vergés, con quien tuvo cuatro hijos. Y empezó su vocación literaria con la publicación de su primer relato en 1950. Escribió además novelas de aventuras, policíacas, de ciencia ficción, de denuncia y libros para niños. Fue además colaborador de numerosas publicaciones, en especial del periódico La Vanguardia Española de Barcelona. Además fue asesor editorial de la editorial Plaza y Janés, y colaborador del editor de la revista y la editorial Destino, su cuñado José Vergés.
Publicó su primer cuento en 1950, y le sucedió una caudalosa narrativa corta, casi siempre de carácter humorístico y que recogió en varias colecciones tituladas con el nombre de uno de sus más famosos personajes, el gorrón Manolo: Les presento a Manolo, Vuelve Manolo, Manolo el humorista, Manolo el filósofo y ¡Ave, Manolo!, entre otros. Se casó y tuvo cuatro hijos. Fue finalista del Premio Nadal con Historias de Valcanillo, su primer libro (1951); Garimpo, escrita en colaboración con su cuñado José Vergés y ambientada en Brasil, país que Vergés conocía muy bien y con quien compuso también la posterior La virada, fue galardonada con el premio del Instituto de Cultura Hispánica y Esta noche estaré solo (1953) fue premio Ciudad de Barcelona. Cuerda de presos le valió el Premio Nacional de Literatura (1954) y fue llevada a la gran pantalla por Pedro Lazaga en 1955. Su novela El atentado ganó el premio Planeta en 1960.
Fue vocal de la junta de la Hermandad Nacional de la División Azul.
Fue uno de los pocos autores españoles que sintió interés por la narrativa de ficción científica; su novela La nave (1959) está considerada la primera novela española de ciencia ficción. Hay algunos elementos parecidos a Non-Stop / La nave estelar (1958), de Brian W. Aldiss y de La cárcel de acero de Domingo Santos, pero Salvador plantea la historia desde un sentido religioso y divide la microsociedad distópica que plantea en dos facciones: los kros, de raza blanca, y los witt, de raza negra, estos últimos dominadores de los otros. Recogió sus relatos en el género en Dentro de mucho tiempo (1961), y además compuso, ya destinada a los jóvenes, Marsuf, vagabundo del espacio (1977) y la ambiciosa y extraordinaria Trilogía de Martin Lord, compuesta por los títulos Y…, T y K (killer). Trata aquí temas como superpoblación, el gigantismo urbano, las supercomputadoras, el uso perverso del paisaje mediático o la recreación de un pasado utópico en el marco de un enfoque mainstream. Su última novela en este género fue Las siete preguntas (1981), en el que aborda el tema del mesianismo y la importancia del lenguaje.
Dirigió la Editorial Marte desde 1970, invirtiendo casi todo su capital en ella, y publicó ediciones ilustradas de obras clásicas.  Esto lo arruinó, pero sirvió para descubrir a nuevos escritores como Carmen Kurtz, Javier Tomeo, Francisco Candel, Manuel Vázquez Montalbán, Antonio Rabinad, Carmen Mieza o Carmen Barberá, entre otros; publicó además títulos importantes de Joan Perucho y Ramiro Pinilla. Sin embargo, consiguió sobrevivir en su vejez gracias a regentar un pequeño kiosco de prensa en la plaza de Cataluña.
Colaboró en prensa (en La Jirafa y sobre todo en La Vanguardia Española) y fue uno de los impulsores de la creación del Premio de la Crítica. Hacia 1960 se puso al frente de Hermandad, la revista que aglutinaba a los exdivisionarios. Escribió dos novelas históricas, El arzobispo pirata (Plaza & Janés, 1982) y Las compañías blancas (Plaza & Janés, 1984). Se le deben además el estudio La novela española de la postguerra y un par de obras radiofónicas. De su labor como lexicógrafo puede destacarse Diccionario de la Real Calle Española (Barcelona: Ediciones, 29, 1969). A su muerte dejó inédita una biografía novelada sobre el bandolero José María el Tempranillo.

## Obra
Autor de unos cuarenta libros, el estilo de Tomás Salvador posee muchos registros. De hecho, incluso practicó ocasionalmente y con genio el pastiche literario:
se le daban especialmente bien el humor y la ironía, pero también podía escribir obras muy serias y trascendentes.
Igualmente proteica fue su aportación a muy dispares géneros literarios: sus novelas policiacas están protagonizadas por la entrañable pareja, tanto policial como sentimental, formada por Luis y Sisa, y también cultivó la novela histórica con El arzobispo pirata y Las compañías blancas.
La Nave es una novela de ficción científica sobre una nave espacial intergeneracional que ha degenerado de su propósito colonizador a una sociedad salvaje y embrutecida, el autor se propuso, según sus propias palabras liminares, «literariamente, una novela de fantasía-científica; formalmente la anticipación de algo que puede muy bien suceder; humanísticamente, una vuelta más a la famosa utopía que, desde Tomás Moro hasta  Huxley, atormenta a los pensadores: lo que pudo ser, o será o podrá ser el hombre en caso de no existir el presente. La nave, esencialmente, es un ingenio mecánico, lanzado al espacio por los hombres de la Tierra para llevar colonos a las estrellas. Pero se pierde, y cuando lo encuentra el escritor lleva setecientos años perdido y sus habitantes han olvidado su origen. Creen que es un mundo en sí. Hasta que Shim, Cuidador del Libro, descubre la verdad e inicia la vuelta al humanismo. Y unifica las siete tribus. Hasta que, como sucede a todos los precursores, los idealistas y los profetas, es asesinado. La nave es el paradigma de la condición humana.»
La novela El atentado (1960) gira en torno a un hombre que va a morir y los hombres que lo van a matar; a lo sencillo que es el hecho en sí responde la complicación de los motivos y consecuencias que confluyen en el acto violento.